# Tethea ocularis
Octogésime
Espèce
Tethea ocularis, l’Octogésime, est une espèce de Lépidoptères de la famille des Drepanidae décrite en 1767 par Carl von Linné.

## Répartition
C'est une espèce à répartition eurasiatique, qui peut s'observer de l'Europe continentale jusqu'à la péninsule coréenne. Elle est présente dans la majorité des pays d'Europe à l'exception de l'Islande et de l'Irlande, bien que des individus aient été observés sur l'île de Man,. 

## Description
Ce papillon a une envergure comprise entre 30 et 50 mm. Il est caractérisé par des ailes antérieures de couleurs pouvant varier entre le gris rougeâtre et le marron clair, sur lesquelles deux lignes transversales noires délimitent une aire plus claire au sein de laquelle figurent des macules noires entourées de blanc ayant une forme rappelant le chiffre « 80 »,. Les ailes postérieures sont quant à elles de couleur beige avec des bandes médianes blanchâtres et des franges blanches,.

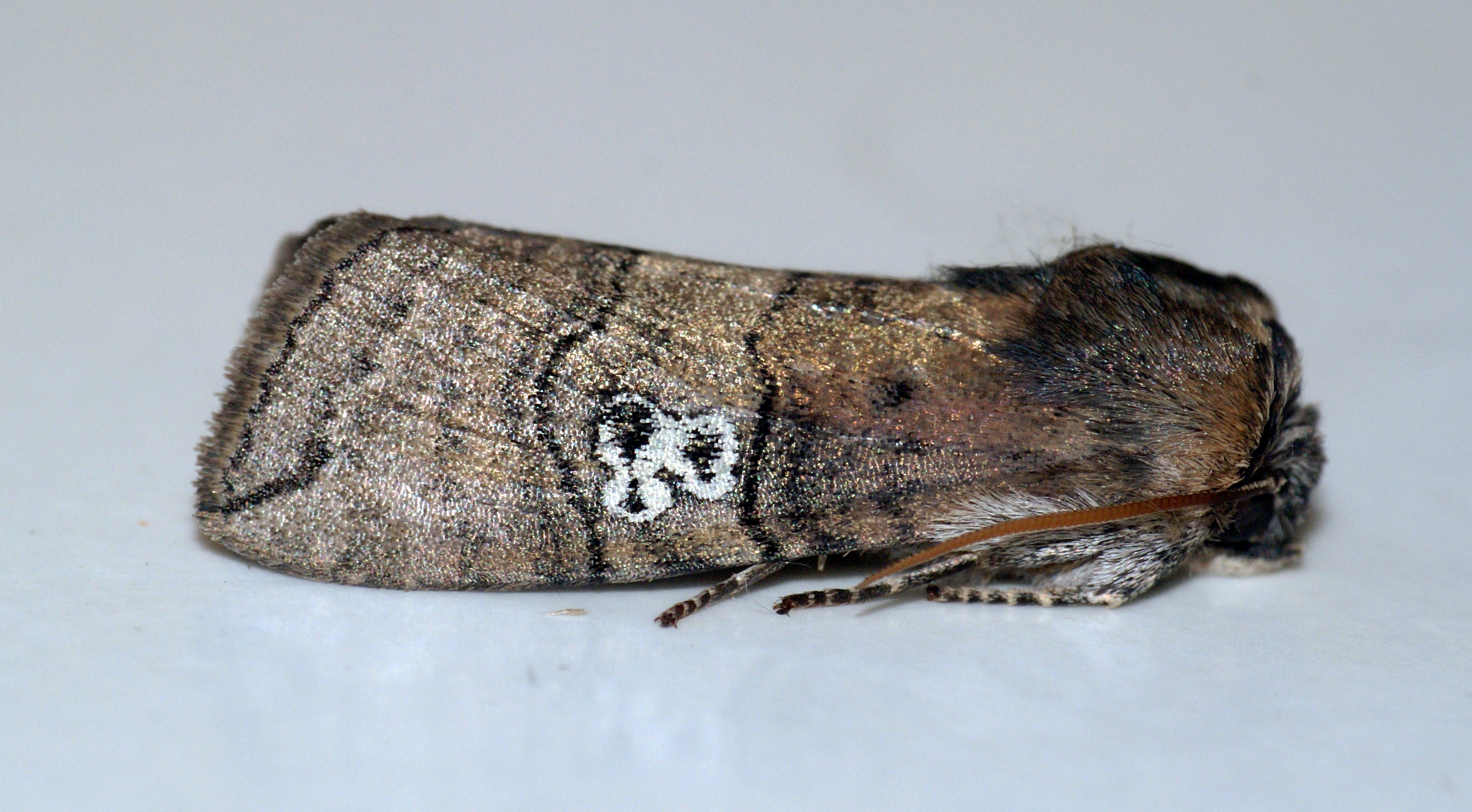
Vue latérale de Tethea ocularis montrant des macules en forme de « 80 » caractéristique de l'espèce.

Cette espèce est morphologiquement proche de Tethea or, mais s'en différencie par le fait que chez cette dernière les macules sont généralement moins marquées, uniquement blanches, et parfois même absente,,. Mais également par la couleur des franges des ailes postérieures qui sont grises chez Tethea or,. 

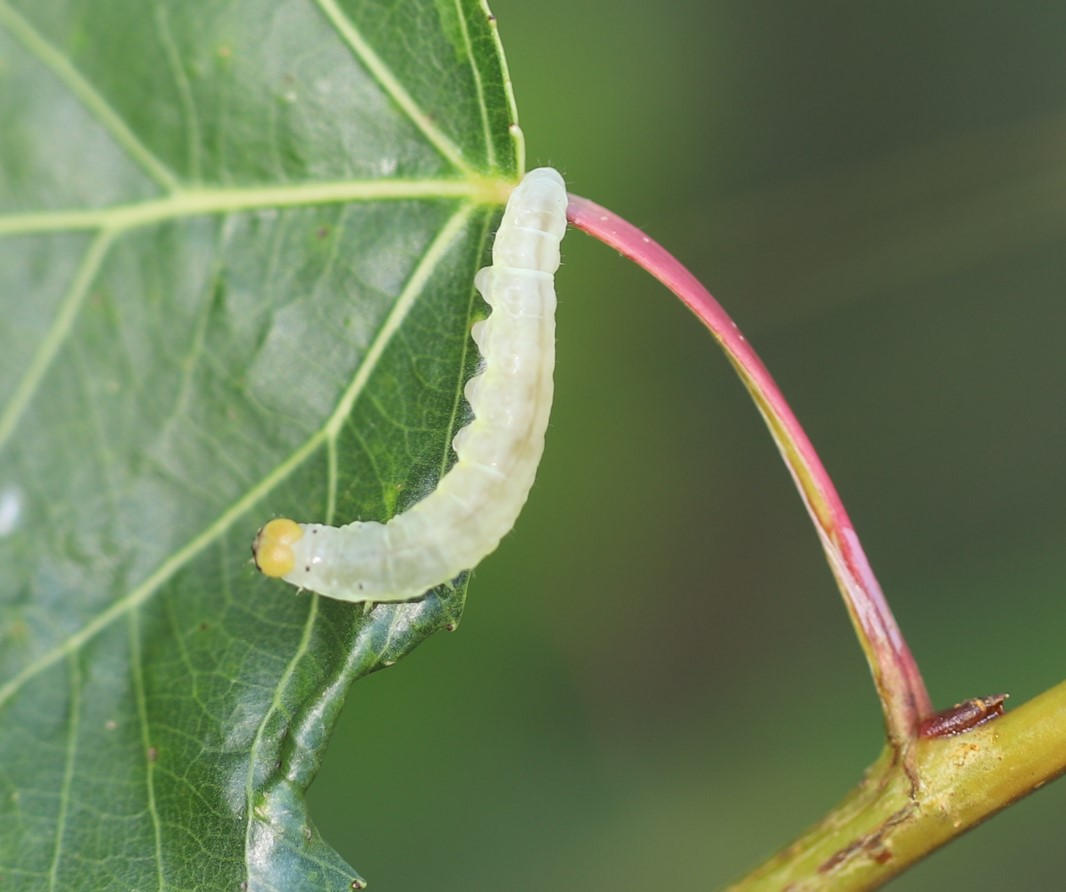
Chenille de Tethea ocularis sur une feuille de peuplier.

## Biologie
En France, les imagos peuvent s'observer jusqu'à 1 500 m d'altitude. Ils volent de mai à début septembre dans les zones boisées, les bords de rivières, les parcs et les jardins où l'on retrouve des arbres du genre Populus, arbres sur lesquelles les chenilles se développent,. Cette espèce passe l'hiver sous forme de pupe. 

## Liste des sous-espèces
Selon GBIF (19 juillet 2025) :
- Tethea ocularis amurensis (Warren, 1912)
- Tethea ocularis caucasica (Krulikowsky, 1901)
- Tethea ocularis kosswigi Werny, 1966
- Tethea ocularis octogesimea Hübner, 1786
- Tethea ocularis ocularis  Linnaeus, 1767
- Tethea ocularis orientalis Werny, 1966
- Tethea ocularis tanakai Inoue, 1982
- Tethea ocularis tsinlingensis Werny, 1966

## Dénomination
Ce taxon porte en français le nom vernaculaire ou normalisé suivant : Octogésime (L'),,.

## Systématique
Le nom valide complet (avec auteur) de ce taxon est Tethea ocularis Linnaeus, 1767.
L'espèce a été initialement classée dans le genre Phalaena sous le protonyme Phalaena ocularis Linnaeus, 1767.
Tethea ocularis a pour synonymes :
- Cymatophora interrupta Spuler, 1908
- Cymatophora octogesima (Hübner, 1821)
- Cymatophora rosea Tutt, 1891
- Cymatophora sareptensis Spuler, 1908
- Palimpsestis clausa Lempke, 1938
- Palimpsestis confluens Lempke, 1938
- Palimpsestis discolor Lempke, 1938
- Palimpsestis fasciata Lingonblad, 1950
- Palimpsestis octogesima Hübner, 1821
- Palimpsestis ocularis (Linnaeus, 1767)
- Phalaena octogena Esper, 1788
- Phalaena octogesimea Hübner, 1786
- Phalaena ocularis Linnaeus, 1767
- Tethea basifusca Lempke, 1960
- Tethea brunnea Lempke, 1960
- Tethea cotangens Lempke, 1960
- Tethea fusca Cockayne, 1944
- Tethea mediofusca Cockayne, 1952
- Tethea microphthalma Cockayne, 1951
- Tethea ocularis octogesima (Hübner, 1821)
- Tethea separata Lempke, 1960
- Tethea variegata Lempke, 1960